# Iváncsik Ádám
Iváncsik Ádám (Győr, 1990. június 20. –) kézilabdázó, balszélső. 1995-ben kezdett el kézilabdázni a Balázs Béla ÁMK-ban. Nevelőedzője: Tóth Lászlóné.

## Edzői
- Tóth László
- Takács Miklós
- Deáki István

## Legjobb eredményei
- Balázs kupa I. hely (2000, 2001)
- OSB II. és IV. hely